# Ivor Richard
Ivor Seward Richard, baron Richard (ur. 30 maja 1932 w hrabstwie Carmarthenshire w południowej Walii, zm. 18 marca 2018) – brytyjski polityk, członek Komisji Europejskiej oraz reprezentant Wielkiej Brytanii w Organizacji Narodów Zjednoczonych.
Wykształcenie odebrał w szkole w Llandelli, a następnie w Cheltenham College. Uzyskał stypendium Wightwicka i rozpoczął naukę w Pembroke College na Uniwersytecie Oksfordzkim. Studiował tam prawo. W 1955 r. rozpoczął pracę w korporacji prawniczej, a potem zaczął praktykę w Londynie. Od czasów uniwersyteckich był aktywistą Partii Pracy. W 1959 r. wystartował w wyborach do Izby Gmin w okręgu Kensington South. Zajął wówczas trzecie miejsce. W 1964 r. wystartował w wyborach w okręgu Barons Court i tym razem uzyskał mandat parlamentarny, wygrywając z przewagą 1000 głosów.
Początkowo był asystentem ministra obrony Denisa Healeya. W 1969 r. został ministrem armii w resorcie obrony. Po przegranych przez laburzystów wyborach 1970 r. był opozycyjnym mówcą ds. telekomunikacji. Stanowisko to utracił w 1971 r., kiedy głosował za przystąpieniem Wielkiej Brytanii do Wspólnot Europejskich. Wkrótce jednak został mówcą opozycji ds. zagranicznych. W 1974 r. zlikwidowano jego okręg wyborczy. Richard w ostatniej chwili zdecydował się kandydować w okręgu Blyth, gdzie lokalnym laburzystowski deputowany został usunięty na skutek oskarżeń o korupcję. Richard nie miał jednak żadnego poparcia w okręgu i wyraźnie przegrał wybory.
Przez nowy rząd laburzystowski został w czerwcu 1974 r. mianowany brytyjskim reprezentantem przy ONZ. Na tym stanowisku pozostał przez pięć lat, do wyborczej porażki laburzystów w 1979 r. Działał tam na rzecz porozumienia na Bliskim Wschodzie. Odwołany przez konserwatywny gabinet Margaret Thatcher został już w 1980 r. wytypowany przez swoją partię na stanowisko komisarza europejskiego. Był trzecim kandydatem Partii Pracy. Pierwszy, były naczelny sekretarz skarbu Joel Barnett, odmówił przyjęcia stanowiska, a kandydatura drugiego, byłego ministra obrony Freda Mulleya, została zablokowana przez konserwatystów. Kandydatura Richarda została przyjęta i objął on stanowisko europejskiego komisarza ds. zatrudnienia i spraw socjalnych. Na tym stanowisku pozostał do 1985 r.
Richard powrócił do Walii w 1985 r. i został mianowany przewodniczącym World Trade Centre Wales Ltd., na którym to stanowisku działał na rzecz wzrostu inwestycji w swoim rodzinnym kraju. W 1990 r. został kreowany dożywotnim parem jako baron Richard i zasiadł w Izbie Lordów, gdzie został mówcą opozycji. W 1992 r. stanął na czele laburzystowskich parów i został członkiem Tajnej Rady.
Po zwycięstwie Partii Pracy w wyborach 1997 r. lord Richard został Lordem Tajnej Pieczęci i przewodniczącym Izby Lordów. Zaangażował się w prace na postulowaną przez Partię Pracy reformą Izby Lordów, ale w lipcu 1998 r. został niespodziewanie odwołany ze wszystkich stanowisk.